# Ямаути Кацутоё

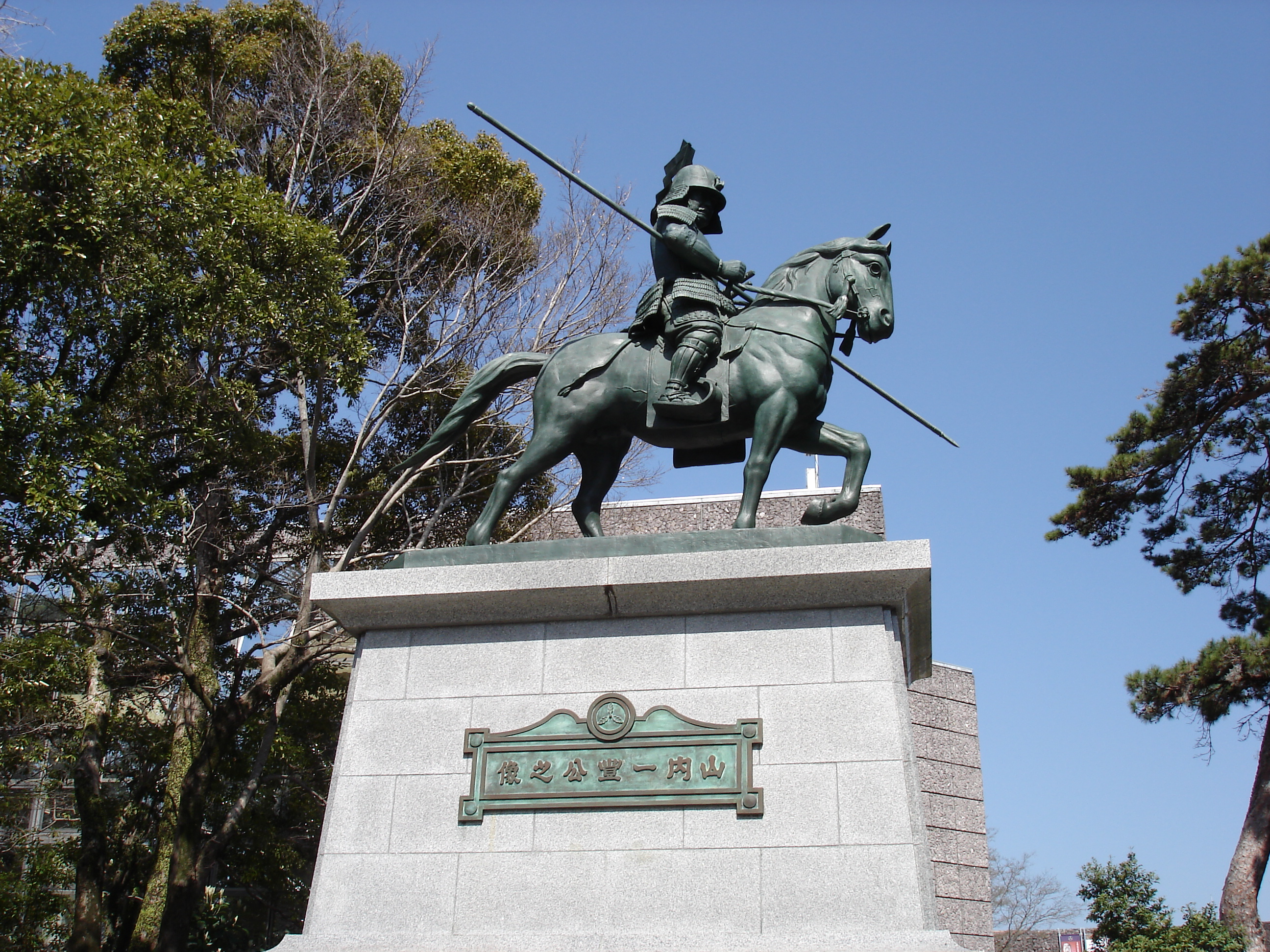
Бронзовый памятник Ямаути Кацутоё в Коти

Ямаути Кацутоё (встречается Ямаучи и Яманоути, также Кадзутоё), также известный как Ёситоё (яп. 山内一豊 (やまうちかつとよ; 1545/1546?, о. Хонсю — 1 ноября 1605, Коти, Хонсю) — японский феодал (даймё) периода Сэнгоку. Известный военачальник и властитель княжества Тоса в период Эдо.

## Биография
Сын Ямаути Моритоё. Родился в провинции Овари Тюбу на острове Хонсю.
С 1565 по 1582 год служил под началом выдающегося самурая Ода Нобунага. Участвовал в битве при Анэгаве (1570) и сражении при Нагасино (1575).
В 1582 году, после гибели Оды Нобунаги в храме монастрыря Хоннодзи от рук мятежника Акэти Мицухидэ, стал служить Тоётоми Хидэёси.
В 1600 году в победоносной битве при Сэкигахаре против войск Тоётоми Хидэёси сражался в войске, так называемой, «восточной коалиции», которую возглавлял Токугава Иэясу. Во главе 2000 воинов в ходе битвы захватил замок Гифу.
За поддержку и заслуги, получил от сёгуна Токугавы Иэясу во владение княжество Коти-хан в провинции Тоса (остров Сикоку) с доходом 242 000 коку.

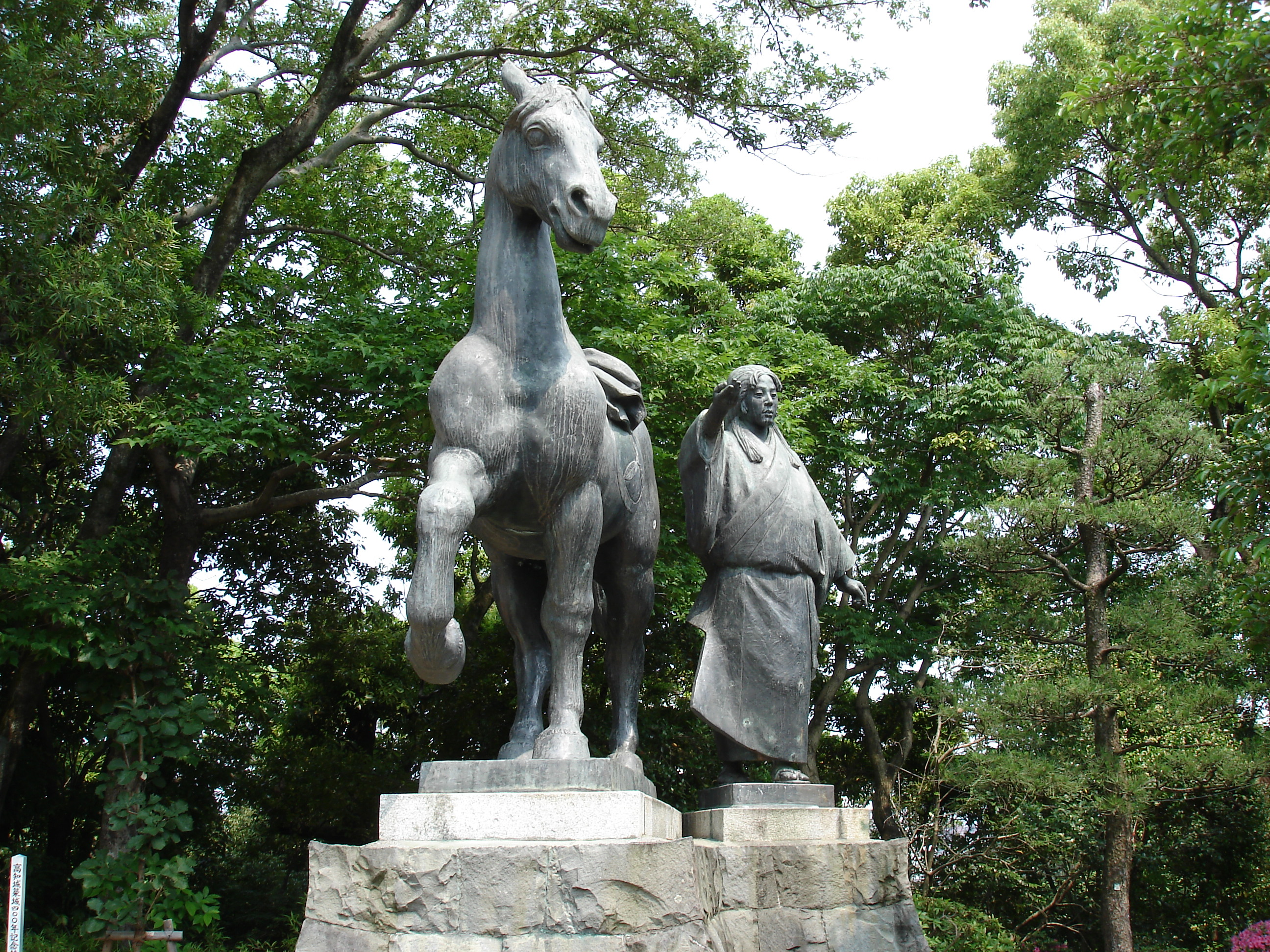
Памятник Ямаути Тиё, передающей своему мужу Ямаути Кацутоё боевого коня. Коти

После того, как Тоётоми Хидэёси назначил его правителем домена Какэгва (провинция Тотоми). Получив в 1601 году эти земли, Ямаути Кацутоё поселился там со своим кланом и к 1611 году выстроил замок Коти, его оборонительную систему и город, который впоследствии стал современным городом Коти. Самураи, пришедшие с Ямаути, стали дзёси, то есть высшими самураями.
Его женой была известная Ямаути Тиё (1557—1617), считающаяся одной из виднейших женщин-воинов Японии.